# Дивное (Гвардейский район)
Дивное (до 1947 года нем. Alt Ilischken, Альт Илишкен) — посёлок в Гвардейском городском округе Калининградской области. До 2014 года входил в состав Зоринского сельского поселения.
Посёлок расположен на востоке Гвардейского городского округа, на федеральной автодороге А216 «Гвардейск-Неман до границы с Литовской Республикой» (бывшая немецкая нем. Reichsstraße 138), ближайшая железнодорожная станция в посёлке Пушкарёво на линии Калининград — Нестеров, высота центра селения над уровнем моря — 16 м.

## История
Альт Илишкен был основан около 1350 года и представлял собой фольварк с несколькими небольшими хуторами, входившими в состав округа Кенигсберг провинции Восточная Пруссия. Указом Президиума ВС РСФСР от 17 ноября 1947 года Альт Илишкен переименован в поселок Дивное Талпакенского сельсовета (позже Куйбышевский сельсовет) Гвардейского района.

## Население
| 2002 | 2010 |
| ---- | ---- |
| 51   | ↘38  |